# Dominik Hofbauer
Pour l’article homonyme, voir Hofbauer.
Dominik Hofbauer, né le 19 septembre 1990 à Eggenburg, est un footballeur autrichien. Il évoluait au poste de milieu relayeur.

## Biographie

### En club
Il participe à la Ligue Europa avec les clubs du SKN Sankt Pölten et du SC Rheindorf Altach.

## Palmarès
- Finaliste de la Coupe d'Autriche en 2014 avec le SKN Sankt Pölten
- Vainqueur de la Coupe de Pologne en 2017 avec l'Arka Gdynia